# Binnen
Binnen egy község Németországban, a Weser-Nienburgi járásban. Lakosainak száma 1010 fő (2023. december 31.).

## Földrajza
Binnen Liebenau, Pennigsehl és Marklohe községekkel határos.

## Népessége
| Lakosok száma | 1001 | 1025 | 1010 | 1002 | 1023 | 1010 |
|               | 2016 | 2017 | 2019 | 2021 | 2022 | 2023 |